# Епархия Оради (грекокатолическая)
Это статья о грекокатолической епархии Оради. О епархии Оради латинского обряда см. здесь
Епархия Оради (лат. Dioecesis Magnovaradinensis) — епархия Румынской грекокатолической церкви с центром в городе Орадя, Румыния.

## История
Грекокатолическая епархия Оради была учреждена 23 июня 1777 года для католиков византийского обряда, которые до этого подчинялись латинской иерархии. Первоначально епархия была суффраганом архиепархии Эстергома (Грана), но когда в 1853 году была образована грекокатолическая архиепархия Фэгэраша и Алба-Юлии, католики Оради византийского обряда были переподчинены ей.

## Современное состояние
Епархия объединяет приходы на северо-западе Румынии. С 1997 года епархию возглавляет епископ Вирджил Берча. Кафедральный собор епархии — Собор Святого Николая. По данным на 2009 год епархия насчитывала 98 000 верующих, 145 приходов и 167 священников.